# 于尔约街游泳馆

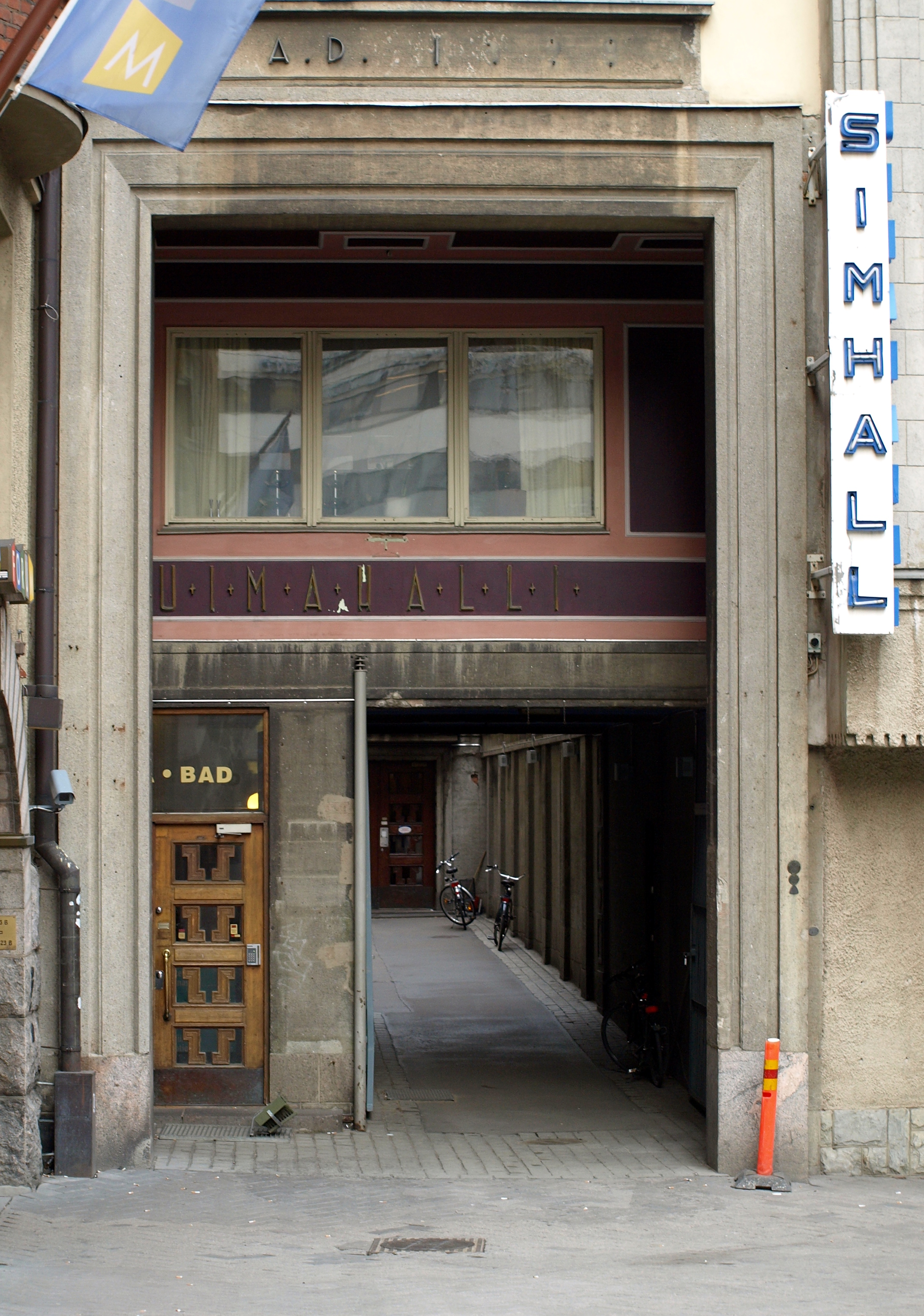
于尔约街游泳馆大门

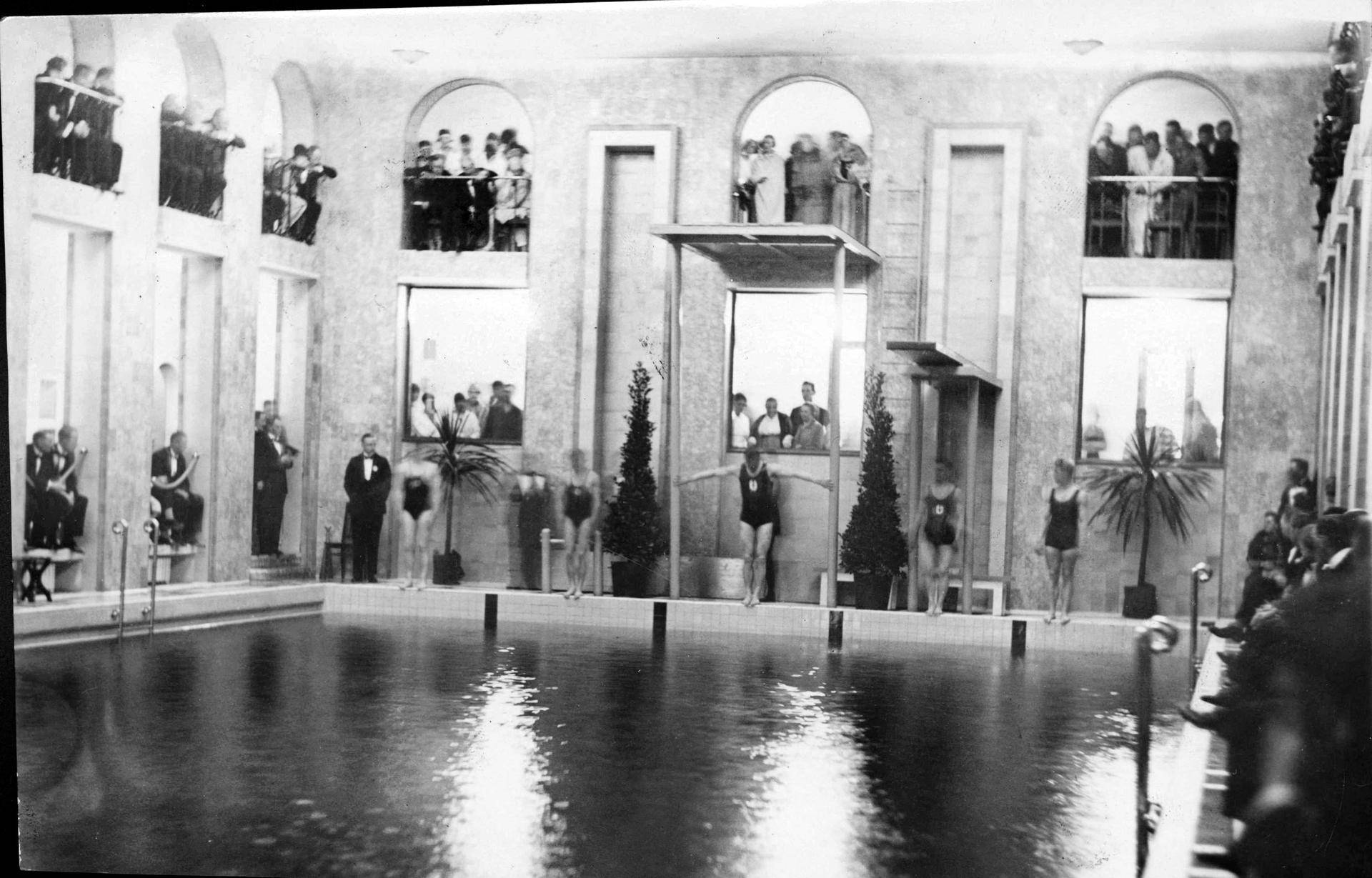
于尔约街游泳馆开张第一天时的情景

于尔约街游泳馆（芬蘭語：Yrjönkadun uimahalli）是芬兰第一家及历史最悠久的公共游泳馆。游泳馆在1928年6月4日开始使用，过了很久之后芬兰第二家公共游泳馆才开放。游泳馆位于赫尔辛基的于尔约街（故名称为于尔约街游泳馆），游泳馆由赫尔辛基市政府拥有。
游泳馆建筑是由建筑师韦伊诺·韦海卡利奥设计的，风格为1920年代古典主义。该建筑借鉴了斯德哥尔摩一家游泳馆的设计。游泳馆最初为私人拥有，后来在1954年移交给芬兰全国体育协会，在1967年则转交给赫尔辛基市拥有。游泳馆在1997至1999年间按照原貌修复。
游泳馆的第一楼层里有一个长25米宽10米的泳池、两个桑拿，泳池周边有一些木制衣柜和更衣室。在第二楼层有可供躺着休息的小隔间、桑拿和咖啡厅服务。门票有两种：一种仅可进入第一楼层，另外一种则两个楼层均可进入。传统上该游泳馆为裸泳的地方，但自2001年起也可以穿着泳衣游泳。男性和女性隔天轮流游泳。2012年11月游泳馆宣布更新源自1928年的以木头为燃料的加热炉，以减少对周边建筑的烟雾影响。新的燃木加热炉在2013年8月启用，为2.8米高，据估计为芬兰最大的燃木加热炉之一。
英国广播公司在2015年把于尔约街游泳馆列为世界上最美的游泳馆名单上。